# Mitis Iudex Dominus Iesus
Mitis Iudex Dominus Iesus (o semplicemente Mitis Iudex) è un motu proprio di papa Francesco che ha ad oggetto la riforma del processo canonico per le cause di nullità del matrimonio.
Il motu proprio innova la materia sotto diversi punti di vista: scompare il requisito della doppia sentenza conforme, si attribuisce facoltà di derogare alla composizione collegiale dei tribunali di prima istanza al vescovo e non alla sola conferenza episcopale, si introduce il processus brevior in alcuni casi.